# Малорожинська сільська рада
| Малорожинська сільська рада — колишній орган місцевого самоврядування у Косівському районі Івано-Франківської області з адміністративним центром у с. Малий Рожин. Утворена 30 жовтня 1990 року. Водоймища на території, підпорядкованій даній раді: річка Малорожинка. Сільській раді підпорядковані населені пункти: - с. Малий Рожин |

## Склад ради
Рада складалася з 16 депутатів та голови.

### Керівний склад ради
| ПІБ                     | Основні відомості                                    | Дата обрання | Дата звільнення |
| ----------------------- | ---------------------------------------------------- | ------------ | --------------- |
| Івасюк Василь Іванович  | Сільський голова, 1961 року народження, безпартійний | 26.03.2006   | 31.10.2010      |
| Івасюк Василь Іванович  | Сільський голова, 1961 року народження, безпартійний | 31.10.2010   | 12.03.2014      |
| Воротняк Ганна Іванівна | Сільський голова, 1966 року народження, безпартійна  | 26.10.2014   | 25.10.2015      |
| Воротняк Ганна Іванівна | Сільський голова, 1966 року народження, безпартійна  | 25.10.2015   | 03.12.2020      |

Примітка: таблиця складена за даними джерела